# Cruzeiro de São João do Campo

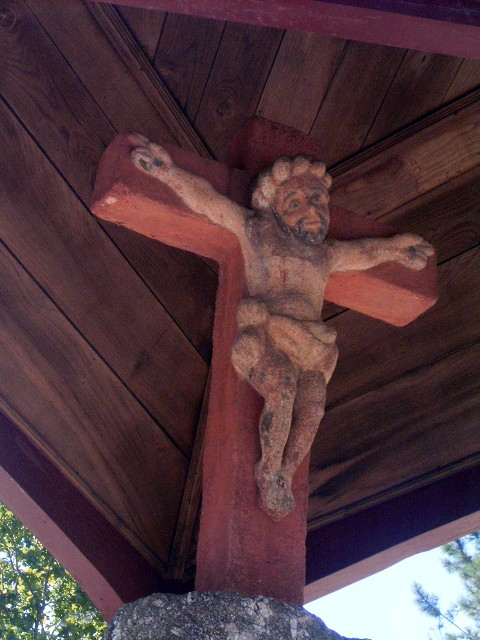
Cruzeiro de São João do Campo: detalhe do crucifixo.

O Cruzeiro de São João do Campo localiza-se no cruzamento dos caminhos para Junceda, Carvalheira, Covide e Vilarinho, na freguesia de Campo do Gerês, município de Terras de Bouro, distrito de Braga, em Portugal.

## História
Este cruzeiro tem a particularidade de ter como suporte um antigo marco miliário romano. Este marco foi erguido durante a governação do Imperador Décio (249-251) e assinala a milha XXVII da Via Nova.
Encontra-se classificado como Monumento Nacional desde 1910.

## Características
Trata-se de um monólito bem conservado, de granito, com uma cruz latina em madeira com uma representação de Cristo em pedra.
O marco contêm a seguinte inscrição: "IMP CAES / G MISSO TR / DACO NVTO / PIO / FEL AVG / P MAX TR P / PC IIII C II / P C A BRAC / M P / XXVII"
Todo o conjunto é coberto por uma estrutura metálica em triângulo assente em três colunas circulares de granito. A base tem forma circular com três degraus.